# Aparejo toledano

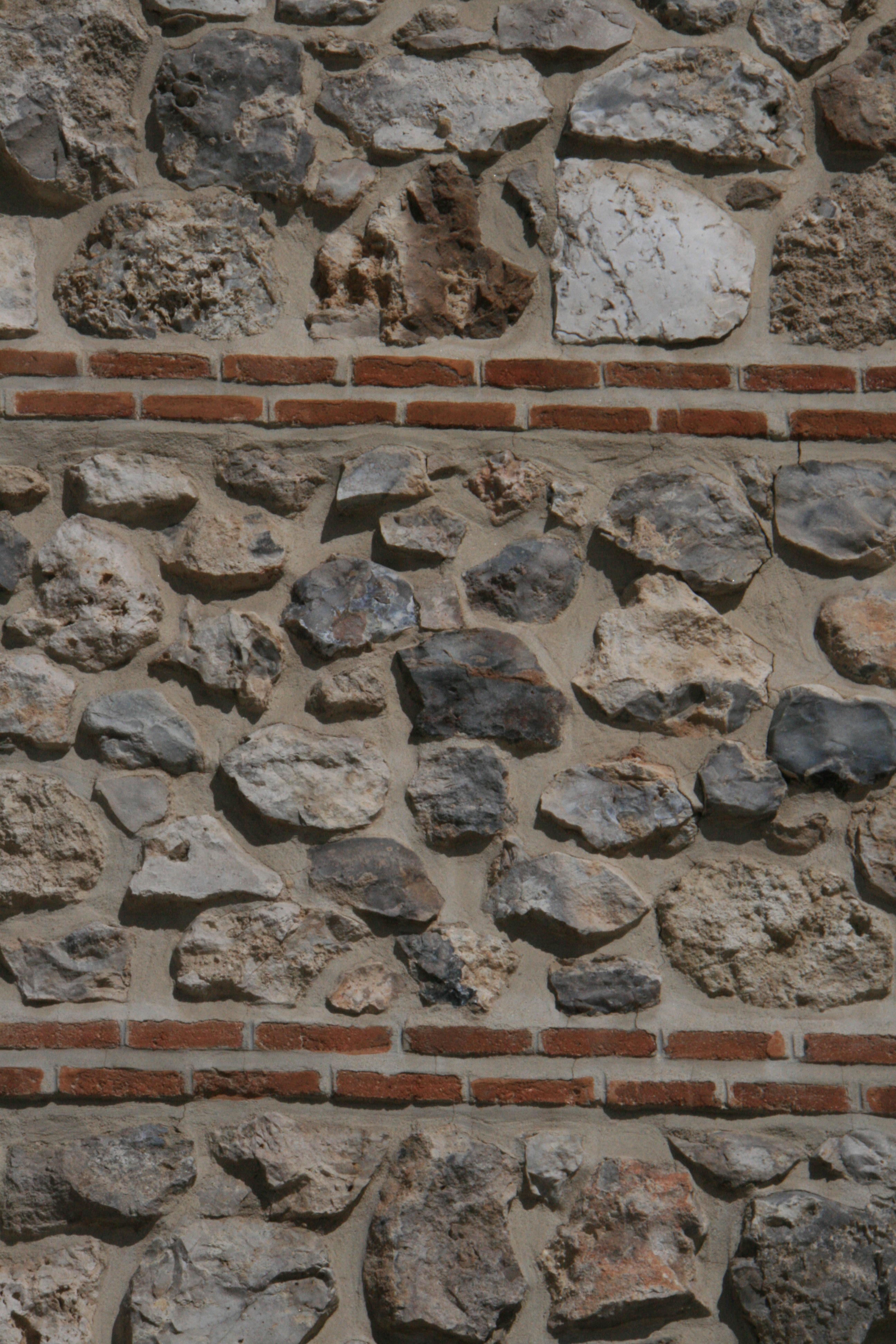
Detail zdiva

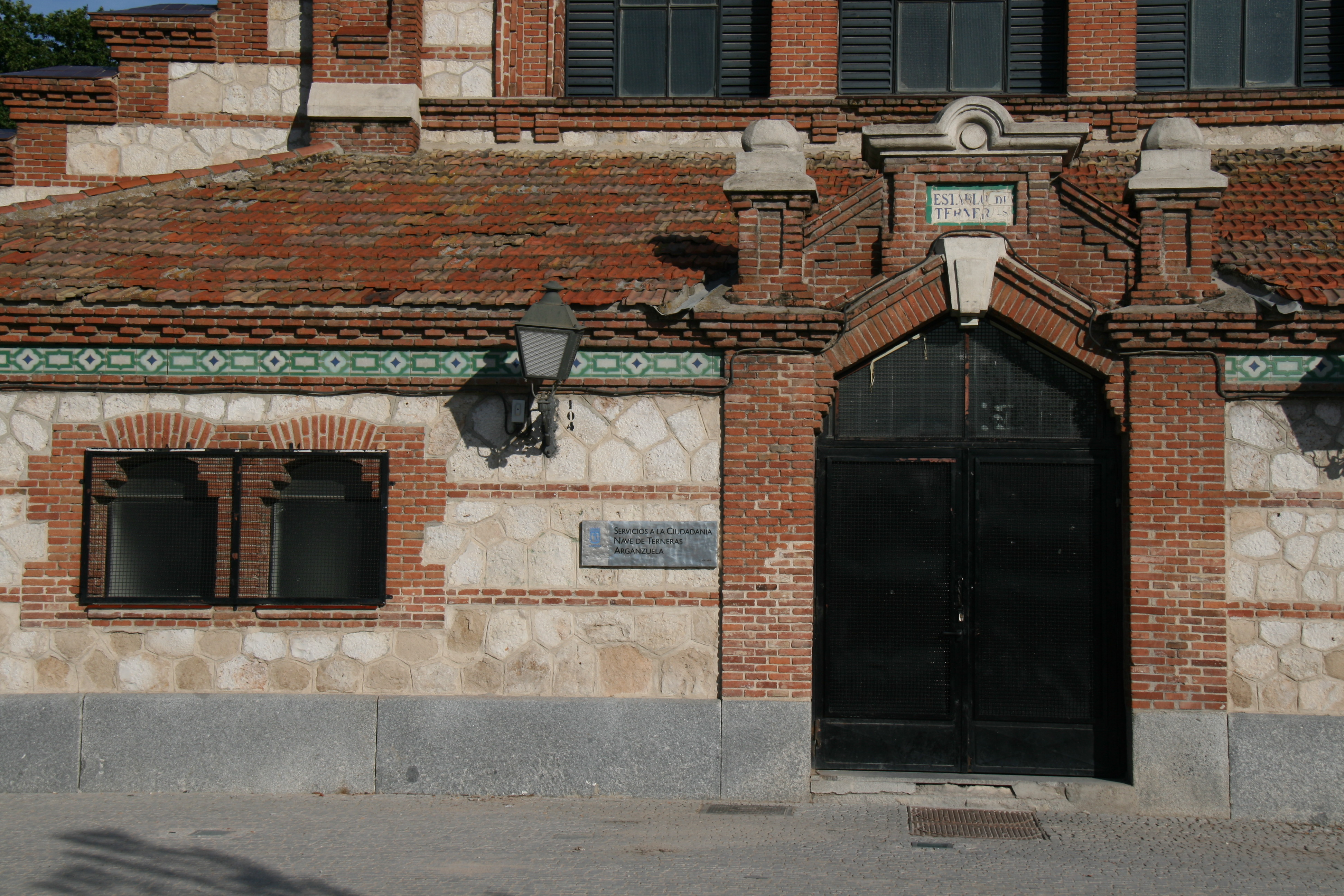
Použití zdiva, Madrid

Aparejo toledano (známé také jako "cajones de mampostería" nebo "aparejo mindoniense") je stavební systém, který se objevuje v několika vesnicích v Kastilii (Španělsko). Tvoří ho zdivo ze smíšeného cihelného a kamenného zdiva. Skládá se ze zděných polí kamenného zdiva mezi vrstvami pásy cihel, které je ohraničují. Používá se na vnějších fasádních stěnách středověkých domů.